# Försjön (Fryele socken, Småland)
Försjön är en sjö i Värnamo kommun i Småland och ingår i Lagans huvudavrinningsområde. Sjön är 6,2 meter djup, har en yta på 0,379 kvadratkilometer och är belägen 205 meter över havet. Sjön avvattnas av vattendraget Svanarydsbäcken. Vid provfiske har abborre och gädda fångats i sjön.

## Delavrinningsområde
Försjön ingår i det delavrinningsområde (634779-140343) som SMHI kallar för Mynnar i Ruskån. Avrinningsområdets medelhöjd är 211 meter över havet och ytan är 18,69 kvadratkilometer. Det finns inga delavrinningsområden uppströms utan avrinningsområdet är högsta punkten. Svanarydsbäcken som avvattnar avrinningsområdet har biflödesordning 3, vilket innebär att vattnet flödar genom totalt 3 vattendrag innan det når havet efter 190 kilometer. Delavrinningsområdet består mestadels av skog (81 procent). Avrinningsområdet har 0,66 kvadratkilometer vattenytor vilket ger det en sjöprocent på 3,5 procent.